# 全日本実業団対抗女子駅伝競走大会予選会
全日本実業団対抗女子駅伝競走大会予選会（ぜんにほんじつぎょうだんじょしえきでんきょうそうたいかいよせんかい）は、2015年から毎年秋に福岡県宗像市・福津市で催されている駅伝大会。コースが6つの区間で構成されている大会で、上位に入ったチーム（基本として16チーム）に全日本実業団対抗女子駅伝競走大会（全日本大会）への出場権が与えられる。
全日本大会が2012年から「クイーンズ駅伝 in 宮城」という愛称を公式に定めていることに合わせて、大会の公式愛称は「プリンセス駅伝 in 宗像・福津」。岩谷産業（Iwatani）が特別協賛を始めた2021年からは、TBSテレビ系列で放送される生中継に「Iwataniスポーツスペシャル プリンセス駅伝○○」（いわたにスポーツスペシャル　プリンセスえきでん、○○は開催年の西暦を表す4桁のアラビア数字）というタイトルを使用している。

## 概要
全日本大会では1990年から、地域別の予選会を導入。2008年までは、「東日本実業団対抗女子駅伝競走大会」（対象地域は北海道を含む東日本）、「淡路島女子駅伝競走大会」（対象地域は関西・中部・北陸・中国）、「九州実業団対抗女子駅伝競走大会」（対象地域は九州・沖縄）の3大会が開催されていた。淡路島大会がスポンサーの撤退などから同年で終了したことを機に、中部・北陸地区の予選会は2009年から「中部・北陸実業団対抗女子駅伝競走」として独立（翌2010年から「実業団女子駅伝中日本大会」に改称）。関西・中国地区は九州地区予選会と統合し「実業団女子駅伝西日本大会」として宗像市と福津市で開催されていた。
しかし、主催の日本実業団陸上競技連合は、全日本大会への出場権の扱いを2015年から一新。上位の8チームに次回大会へのシード権（予選会を経ずに出場できる権利）を自動的に与える一方で、予選会の一本化を図るべく、当大会を「全国統一予選会」として創設するに至った。開催地には前述した宗像・福津の両市を選んだものの、コースを西日本大会から変更。また、全日本大会が2012年から「クイーンズ駅伝 in 宮城」という愛称を公式に使用していることを踏まえて、当大会では「プリンセス駅伝 in 宗像・福津」という愛称を公式に定めた。
岩谷産業が特別協賛を始めた2021年からは、同社が水素ステーションの整備を進めていることから、燃料電池自動車のトヨタ・MIRAIを大会の運営車両として導入している。また2023年から、燃料電池を搭載したテレビ中継車「地球を笑顔にするくるま」を使用している。

## コース概要
福岡県宗像市と福津市を通る6区間・42.195km。
- 第1区（7.0km）：宗像ユリックス→宗像大社
- 第2区（3.6km）：宗像大社→勝浦浜
- 第3区（10.7km）：勝浦浜→宮地浜
- 第4区（3.8km）：宮地浜→福津市文化会館
- 第5区（10.4km）：福津市文化会館→宗像大社
- 第6区（6.695km）：宗像大社→宗像ユリックス

いずれの中継所でも、先頭のチームが中継所を通過してから10分経過すると繰り上げスタートとなる。第4区は「インターナショナル区間」として、外国人競技者の登録が認められている。

### 区間最高記録
| 区間 | タイム   | 氏名             | 所属         | 記録年                           |
| ---- | -------- | ---------------- | ------------ | -------------------------------- |
| 1区  | 21分44秒 | 木村友香         | 資生堂       | 第7回（2021年）                  |
| 2区  | 10分48秒 | 大西響           | ユニバーサル | 第7回（2021年）                  |
| 3区  | 32分43秒 | 新谷仁美         | 積水化学     | 第6回（2020年）                  |
| 4区  | 11分19秒 | アグネス・ムカリ | 京セラ       | 第9回（2023年） 第10回（2024年） |
| 5区  | 34分02秒 | 逸木和香菜       | 九電工       | 第8回（2022年）                  |
| 6区  | 21分15秒 | 萩谷楓           | エディオン   | 第6回（2020年）                  |

## 全日本大会への出場枠
基本として、上位で完走した複数のチームに全日本大会への出場権を与えている。ただし、出場枠の総数は、本大会の時期によって異なる。

### 出場枠の変遷
- 第1回（2015年）- 第6回（2020年）：上位14チーム
- 第7回（2021年）：上位20チーム
  - 2020年の全日本大会が第40回記念大会として開催されることを受けて、当初は第6回大会で出場枠を増やすことを予定していた。実際には、この年の初頭から新型コロナウイルス感染症が日本国内で流行していたことを受けて、増枠措置を第7回大会に持ち越していた。
- 第8回（2022年）：上位16チーム
- 第9回（2023年）：上位16チームおよびマラソングランドチャンピオンシップ（MGC）出場権を持つ選手が所属するチーム[2][3]
  - 本大会の1週間前にMGCが開催されることに伴って、出場権を有する選手や所属チームへの負担が懸念されていたことから、MGC出場権を持つ選手が所属するチーム[4]を対象に特例措置を適用。対象チームには、当該選手の出走の有無や最終順位に関係なく、本大会ででの完走を条件に全日本大会の出場権を与えていた。
- 第10回（2024年）-：上位16チーム

## 大会成績
太字は全日本実業団対抗女子駅伝競走大会への出場権獲得チーム。赤太字は大会記録。（AC=アスリートクラブ）
| 第1回 （2015年10月25日） | 第1回 （2015年10月25日）             |
| ------------------------ | ------------------------------------ |
| 01位0                    | ﾕﾆﾊﾞｰｻﾙｴﾝﾀｰﾃｲﾝﾒﾝﾄ （2時間17分02秒）  |
| 02位0                    | 積水化学 （2時間18分10秒）           |
| 03位0                    | JP日本郵政グループ （2時間19分49秒） |
| 04位0                    | 天満屋 （2時間20分04秒）             |
| 05位0                    | ノーリツ （2時間20分08秒）           |
| 06位0                    | ルートインホテルズ （2時間20分11秒） |
| 07位0                    | 日立 （2時間20分23秒）               |
| 08位0                    | 三井住友海上 （2時間20分42秒）       |
| 09位0                    | ワコール （2時間20分58秒）           |
| 010位0                   | ホクレン （2時間21分10秒）           |
| 011位0                   | 十八銀行 （2時間21分19秒）           |
| 012位0                   | パナソニック （2時間21分22秒）       |
| 013位0                   | シスメックス （2時間21分45秒）       |
| 014位0                   | TOTO （2時間21分49秒）               |
| 15位                     | キヤノンAC九州                       |
| 16位                     | 資生堂                               |
| 17位                     | 大塚製薬                             |
| 18位                     | エディオン                           |
| 19位                     | スターツ                             |
| 20位                     | 肥後銀行                             |
| 21位                     | 鹿児島銀行                           |
| 22位                     | 愛知電機                             |
| 23位                     | 小島プレス                           |
| 24位                     | 宮崎銀行                             |

| 第2回 （2016年10月23日） | 第2回 （2016年10月23日）             |
| ------------------------ | ------------------------------------ |
| 01位0                    | TOTO （2時間19分15秒）               |
| 02位0                    | ノーリツ （2時間20分00秒）           |
| 03位0                    | 京セラ （2時間20分11秒）             |
| 04位0                    | パナソニック （2時間20分14秒）       |
| 05位0                    | ホクレン （2時間20分16秒）           |
| 06位0                    | しまむら （2時間20分25秒）           |
| 07位0                    | 日立 （2時間20分42秒）               |
| 08位0                    | JP日本郵政グループ （2時間20分45秒） |
| 09位0                    | 資生堂 （2時間20分50秒）             |
| 010位0                   | ダイハツ （2時間21分26秒）           |
| 011位0                   | ワコール （2時間21分33秒）           |
| 012位0                   | ユタカ技研 （2時間21分50秒）         |
| 013位0                   | 三井住友海上 （2時間22分20秒）       |
| 014位0                   | 十八銀行 （2時間22分26秒）           |
| 15位                     | ルートインホテルズ                   |
| 16位                     | ユニクロ                             |
| 17位                     | 大塚製薬                             |
| 18位                     | エディオン                           |
| 19位                     | 宮崎銀行                             |
| 20位                     | シスメックス                         |
| 21位                     | キヤノンAC九州                       |
| 22位                     | 鹿児島銀行                           |
| 23位                     | スターツ                             |
| 24位                     | 肥後銀行                             |
| 25位                     | 小島プレス                           |
| 26位                     | 愛知電機                             |
| 27位                     | メモリード                           |
| 28位                     | ナンチク                             |

| 第3回 （2017年10月22日） | 第3回 （2017年10月22日）       |
| ------------------------ | ------------------------------ |
| 01位0                    | 豊田自動織機 （2時間20分28秒） |
| 02位0                    | パナソニック （2時間20分35秒） |
| 03位0                    | ダイハツ （2時間22分10秒）     |
| 04位0                    | 積水化学 （2時間22分37秒）     |
| 05位0                    | デンソー （2時間23分44秒）     |
| 06位0                    | シスメックス （2時間23分57秒） |
| 07位0                    | ホクレン （2時間23分59秒）     |
| 08位0                    | 肥後銀行 （2時間24分15秒）     |
| 09位0                    | しまむら （2時間24分16秒）     |
| 010位0                   | TOTO （2時間24分22秒）         |
| 011位0                   | スターツ （2時間24分24秒）     |
| 012位0                   | ノーリツ （2時間24分35秒）     |
| 013位0                   | 京セラ （2時間24分53秒）       |
| 014位0                   | 三井住友海上 （2時間24分55秒） |
| 15位                     | 大塚製薬                       |
| 16位                     | キヤノンAC九州                 |
| 17位                     | 日立                           |
| 18位                     | ルートインホテルズ             |
| 19位                     | 鹿児島銀行                     |
| 20位                     | ユニクロ                       |
| 21位                     | 十八銀行                       |
| 22位                     | 宮崎銀行                       |
| 23位                     | 愛知電機                       |
| 24位                     | 愛媛銀行                       |
| 25位                     | 小島プレス                     |
| 26位                     | ラフィネグループ               |
| 27位                     | ナンチク                       |
| 28位                     | メモリード                     |
| 途中棄権                 | エディオン                     |

| 第4回 （2018年10月21日） | 第4回 （2018年10月21日）             |
| ------------------------ | ------------------------------------ |
| 01位0                    | ワコール （2時間19分16秒）           |
| 02位0                    | 京セラ （2時間20分27秒）             |
| 03位0                    | 九電工 （2時間20分51秒）             |
| 04位0                    | 積水化学 （2時間21分06秒）           |
| 05位0                    | デンソー （2時間21分24秒）           |
| 06位0                    | ﾕﾆﾊﾞｰｻﾙｴﾝﾀｰﾃｲﾝﾒﾝﾄ （2時間21分57秒）  |
| 07位0                    | ルートインホテルズ （2時間21分59秒） |
| 08位0                    | 肥後銀行 （2時間22分24秒）           |
| 09位0                    | エディオン （2時間22分29秒）         |
| 010位0                   | スターツ （2時間22分58秒）           |
| 011位0                   | ホクレン （2時間23分05秒）           |
| 012位0                   | 鹿児島銀行 （2時間23分11秒）         |
| 013位0                   | 大塚製薬 （2時間23分16秒）           |
| 014位0                   | シスメックス （2時間24分06秒）       |
| 15位                     | キヤノンAC九州                       |
| 16位                     | ノーリツ                             |
| 17位                     | 宮崎銀行                             |
| 18位                     | 埼玉医科大学グループ                 |
| 19位                     | ユニクロ                             |
| 20位                     | しまむら                             |
| 21位                     | 岩谷産業                             |
| 22位                     | TOTO                                 |
| 23位                     | 小島プレス                           |
| 24位                     | メモリード                           |
| 25位                     | ラフィネグループ                     |
| 26位                     | 愛知電機                             |
| 途中棄権                 | 三井住友海上                         |

| 第5回 （2019年10月20日） | 第5回 （2019年10月20日）             |
| ------------------------ | ------------------------------------ |
| 01位0                    | 積水化学 （2時間19分36秒）           |
| 02位0                    | 九電工 （2時間19分52秒）             |
| 03位0                    | 三井住友海上 （2時間19分56秒）       |
| 04位0                    | 第一生命グループ （2時間20分32秒）   |
| 05位0                    | ルートインホテルズ （2時間20分34秒） |
| 06位0                    | 京セラ （2時間20分37秒）             |
| 07位0                    | 日立 （2時間20分38秒）               |
| 08位0                    | 大塚製薬 （2時間20分43秒）           |
| 09位0                    | エディオン （2時間20分54秒）         |
| 010位0                   | ﾕﾆﾊﾞｰｻﾙｴﾝﾀｰﾃｲﾝﾒﾝﾄ （2時間21分06秒）  |
| 011位0                   | 資生堂 （2時間21分14秒）             |
| 012位0                   | 肥後銀行 （2時間22分43秒）           |
| 013位0                   | スターツ （2時間23分25秒）           |
| 014位0                   | ユニクロ （2時間23分45秒）           |
| 15位                     | 鹿児島銀行                           |
| 16位                     | キヤノンAC九州                       |
| 17位                     | シスメックス                         |
| 18位                     | しまむら                             |
| 19位                     | ホクレン                             |
| 20位                     | ノーリツ                             |
| 21位                     | 愛媛銀行                             |
| 22位                     | 埼玉医科大学グループ                 |
| 23位                     | 宮崎銀行                             |
| 24位                     | 十八銀行                             |
| 25位                     | 小島プレス                           |
| 26位                     | メモリード                           |
| 27位                     | 愛知電機                             |
| 28位                     | ラフィネグループ                     |

| 第6回 （2020年10月18日） | 第6回 （2020年10月18日）                 |
| ------------------------ | ---------------------------------------- |
| 01位0                    | 積水化学 （2時間17分03秒）               |
| 02位0                    | ヤマダホールディングス （2時間18分06秒） |
| 03位0                    | 大塚製薬 （2時間18分46秒）               |
| 04位0                    | 九電工 （2時間19分08秒）                 |
| 05位0                    | 資生堂 （2時間19分16秒）                 |
| 06位0                    | エディオン （2時間19分32秒）             |
| 07位0                    | 日立 （2時間20分04秒）                   |
| 08位0                    | ルートインホテルズ （2時間20分45秒）     |
| 09位0                    | シスメックス （2時間20分49秒）           |
| 010位0                   | ﾕﾆﾊﾞｰｻﾙｴﾝﾀｰﾃｲﾝﾒﾝﾄ （2時間21分01秒）      |
| 011位0                   | 肥後銀行 （2時間21分21秒）               |
| 012位0                   | スターツ （2時間21分25秒）               |
| 013位0                   | 鹿児島銀行 （2時間22分01秒）             |
| 014位0                   | ホクレン （2時間22分24秒）               |
| 15位                     | 第一生命グループ                         |
| 16位                     | ニトリ                                   |
| 17位                     | 岩谷産業                                 |
| 18位                     | しまむら                                 |
| 19位                     | ユニクロ                                 |
| 20位                     | TOTO                                     |
| 21位                     | 十八親和銀行                             |
| 22位                     | キヤノン                                 |
| 23位                     | 宮崎銀行                                 |
| 24位                     | 小島プレス                               |
| 25位                     | 愛媛銀行                                 |
| 26位                     | 埼玉医科大学グループ                     |
| 27位                     | メモリード                               |
| 途中棄権                 | 京セラ                                   |

| 第7回 （2021年10月24日） | 第7回 （2021年10月24日）               |
| ------------------------ | -------------------------------------- |
| 01位0                    | 資生堂 （2時間16分41秒）               |
| 02位0                    | 天満屋 （2時間18分02秒）               |
| 03位0                    | 第一生命グループ （2時間18分32秒）     |
| 04位0                    | 大塚製薬 （2時間18分49秒）             |
| 05位0                    | 三井住友海上 （2時間19分05秒）         |
| 06位0                    | エディオン （2時間19分16秒）           |
| 07位0                    | 日立 （2時間19分29秒）                 |
| 08位0                    | ダイハツ （2時間19分45秒）             |
| 09位0                    | ユニクロ （2時間20分11秒）             |
| 010位0                   | ルートインホテルズ （2時間20分14秒）   |
| 011位0                   | しまむら （2時間20分27秒）             |
| 012位0                   | 岩谷産業 （2時間20分37秒）             |
| 013位0                   | スターツ （2時間20分44秒）             |
| 014位0                   | ﾕﾆﾊﾞｰｻﾙｴﾝﾀｰﾃｲﾝﾒﾝﾄ （2時間20分49秒）    |
| 015位0                   | ダイソー （2時間20分51秒）             |
| 016位0                   | 京セラ （2時間21分00秒）               |
| 017位0                   | ニトリ （2時間21分35秒）               |
| 018位0                   | シスメックス （2時間22分21秒）         |
| 019位0                   | 埼玉医科大学グループ （2時間22分39秒） |
| 020位0                   | キヤノン （2時間23分39秒）             |
| 21位                     | コモディイイダ                         |
| 22位                     | 肥後銀行                               |
| 23位                     | 宮崎銀行                               |
| 24位                     | 鹿児島銀行                             |
| 25位                     | 十八親和銀行                           |
| 26位                     | 愛媛銀行                               |
| 27位                     | メモリード                             |
| 28位                     | TOTO                                   |
| 29位                     | ホクレン                               |
| 30位                     | ノーリツ                               |
| 31位                     | 愛知電機                               |

| 第8回 （2022年10月23日） | 第8回 （2022年10月23日）             |
| ------------------------ | ------------------------------------ |
| 01位0                    | パナソニック （2時間18分06秒）       |
| 02位0                    | 九電工 （2時間18分12秒）             |
| 03位0                    | 天満屋 （2時間18分45秒）             |
| 04位0                    | 第一生命グループ （2時間19分09秒）   |
| 05位0                    | ダイソー （2時間20分07秒）           |
| 06位0                    | 三井住友海上 （2時間20分18秒）       |
| 07位0                    | 岩谷産業 （2時間20分23秒）           |
| 08位0                    | 大塚製薬 （2時間20分59秒）           |
| 09位0                    | ユニクロ （2時間21分07秒）           |
| 010位0                   | エディオン （2時間21分10秒）         |
| 011位0                   | スターツ （2時間21分11秒）           |
| 012位0                   | 豊田自動織機 （2時間21分13秒）       |
| 013位0                   | ルートインホテルズ （2時間21分36秒） |
| 014位0                   | しまむら （2時間21分40秒）           |
| 015位0                   | 日立 （2時間22分06秒）               |
| 016位0                   | 肥後銀行 （2時間22分28秒）           |
| 17位                     | 十八親和銀行                         |
| 18位                     | ニトリ                               |
| 19位                     | シスメックス                         |
| 20位                     | センコー                             |
| 21位                     | 埼玉医科大学グループ                 |
| 22位                     | 宮崎銀行                             |
| 23位                     | ノーリツ                             |
| 24位                     | キヤノン                             |
| 25位                     | 鹿児島銀行                           |
| 26位                     | コモディイイダ                       |
| 27位                     | 東京メトロ                           |
| 28位                     | 愛知電機                             |
| 29位                     | TOTO                                 |
| 30位                     | メモリード                           |
| 途中棄権                 | 京セラ                               |

| 第9回 （2023年10月22日） | 第9回 （2023年10月22日）                 |
| ------------------------ | ---------------------------------------- |
| 01位0                    | 岩谷産業 （2時間18分46秒）               |
| 02位0                    | ルートインホテルズ （2時間19分31秒）     |
| 03位0                    | 大塚製薬 （2時間19分40秒）               |
| 04位0                    | 九電工 （2時間19分52秒）                 |
| 05位0                    | 天満屋 （2時間20分23秒）                 |
| 06位0                    | 日立 （2時間20分28秒）                   |
| 07位0                    | ヤマダホールディングス （2時間20分37秒） |
| 08位0                    | 三井住友海上 （2時間20分55秒）           |
| 09位0                    | ユニクロ （2時間21分03秒）               |
| 010位0                   | ニトリ （2時間21分06秒）                 |
| 011位0                   | キヤノン （2時間21分22秒）               |
| 012位0                   | スターツ （2時間21分40秒）               |
| 013位0                   | センコー （2時間21分42秒）               |
| 014位0                   | ﾕﾆﾊﾞｰｻﾙｴﾝﾀｰﾃｲﾝﾒﾝﾄ （2時間21分50秒）      |
| 015位0                   | 京セラ （2時間22分03秒）                 |
| 016位0                   | しまむら （2時間22分18秒）               |
| 17位                     | ダイソー                                 |
| 18位                     | シスメックス                             |
| 19位                     | 愛媛銀行                                 |
| 20位                     | ベアーズ                                 |
| 21位                     | 十八親和銀行                             |
| 22位                     | 鹿児島銀行                               |
| 23位                     | 埼玉医科大学グループ                     |
| 24位                     | 東京メトロ                               |
| 025位0                   | ワコール （2時間25分41秒）               |
| 26位                     | ノーリツ                                 |
| 27位                     | メモリード                               |
| 28位                     | TOTO                                     |
| 29位                     | 愛知電機                                 |
| 30位                     | コモディイイダ                           |
| 途中棄権                 | 肥後銀行                                 |

| 第10回 （2024年10月20日） | 第10回 （2024年10月20日）            |
| ------------------------- | ------------------------------------ |
| 01位0                     | ユニクロ （2時間19分16秒）           |
| 02位0                     | 三井住友海上 （2時間19分23秒）       |
| 03位0                     | エディオン （2時間19分52秒）         |
| 04位0                     | シスメックス （2時間19分54秒）       |
| 05位0                     | 豊田自動織機 （2時間20分16秒）       |
| 06位0                     | 大塚製薬 （2時間20分31秒）           |
| 07位0                     | しまむら （2時間20分37秒）           |
| 08位0                     | 日立 （2時間20分44秒）               |
| 09位0                     | 肥後銀行 （2時間21分08秒）           |
| 010位0                    | 京セラ （2時間21分20秒）             |
| 011位0                    | 東京メトロ （2時間21分57秒）         |
| 012位0                    | ニトリ （2時間22分00秒）             |
| 013位0                    | ルートインホテルズ （2時間22分02秒） |
| 014位0                    | ベアーズ （2時間22分09秒）           |
| 015位0                    | スターツ （2時間22分17秒）           |
| 016位0                    | デンソー （2時間22分29秒）           |
| 17位                      | ダイソー                             |
| 18位                      | 十八親和銀行                         |
| 19位                      | 埼玉医科大学グループ                 |
| 20位                      | ﾕﾆﾊﾞｰｻﾙｴﾝﾀｰﾃｲﾝﾒﾝﾄ                    |
| 21位                      | ノーリツ                             |
| 22位                      | メモリード                           |
| 23位                      | センコー                             |
| 24位                      | 鹿児島銀行                           |
| 25位                      | 愛媛銀行                             |
| 26位                      | キヤノン                             |
| 27位                      | TOTO                                 |
| 28位                      | ワコール                             |
| 29位                      | 愛知電機                             |
| 30位                      | 新日本住設グループ                   |

## テレビ中継
2015年の第1回大会では、BS-TBSで生中継を実施したほか、TBSテレビ系列の地元局であるRKB毎日放送が途中から地上波で北部九州地区（福岡県・佐賀県）向けにサイマル放送。他のTBS系列局の一部でも、生中継の映像を2時間に編集したうえで後日に放送された。
2016年の第2回大会から、TBSテレビ系列全28局で放送（制作協力：RKB毎日放送、製作著作：TBSテレビ）。ただし、この大会では北陸放送が金沢マラソンのローカル向け中継を優先したため、他の27局からの時差放送で対応した。2017年の第3回大会からは、同局を含めたTBSテレビ系列全28局のフルネットへ移行している。
なお、「TBS陸上ちゃんねる」（TBSテレビがYouTube上に開設している陸上競技関連の公式チャンネル）では、2021年（第7回）以降の大会で移動中継車（同年は3台→2022年は2台）・リポートバイク・複数の固定点から撮影された動画のライブ配信を地上波向けのテレビ中継に合わせて実施。大会の翌日からは、テレビ中継の素材映像を基に、スタートから優勝チームへの選手インタビューに至るまでの動画も「ほぼOAのたっぷり見せ」と銘打って配信している。「ほぼOAのたっぷり見せ」については、本大会での配信開始を皮切りに、クイーンズ駅伝や東日本実業団駅伝（TBSテレビと一部の系列局で録画中継を放送している大会）でも同年から実施されている。
また、第7回大会までは、中継所の実況をTBSテレビとRKBの男性アナウンサーだけで分担。2022年（第8回）以降の中継では、実況や進行をTBSテレビのアナウンサーだけで賄っている。TBSテレビでは、2021年のクイーンズ駅伝中継で日比麻音子が中継所での実況デビューを果たしていたことを背景に、本大会の中継で2022年から佐々木舞音と篠原梨菜（いずれも現職の女性アナウンサー）が中継所の実況を1ヶ所ずつ担当。2024年（第10回）には、本大会の中継では初めて、中継所の実況を女性アナウンサー（日比・佐々木・御手洗菜々）だけで分担している。

### 中継への出演者
肩書を特記していない出演者はいずれも、出演の時点でTBSテレビの現職アナウンサー。

#### 2024年（第10回大会）
移動車に搭乗する実況アナウンサー・解説者以外の人物は、東京（TBS放送センター）からのオフチューブ方式で出演。
- 放送センター（TBS放送センターに設置）
  - 実況：熊崎風斗（5区固定点での実況担当を兼務）
  - 解説：横田真人（男子800メートル競走の元・日本記録保持者、TWOLAPS TC 代表兼コーチ）
    - 大会当日（10月20日）の午前中には、東京都内で開催された第3回東京レガシーハーフマラソンのテレビ中継（BS-TBS）で「センター解説」を担当。
- 第1移動車
  - 解説：野口みずき（アテネオリンピック女子マラソン金メダリスト、岩谷産業陸上競技部アドバイザー）
  - 実況：南波雅俊（レース前の中継の進行と優勝チームへのインタビューも担当）
- 第2移動車
  - 実況：小沢光葵（全国大会への初出場を決めた東京メトロチームへのインタビューも担当）
- 中継所実況
  - 第1・4中継所：日比麻音子（監督からのコメント紹介も担当）
  - 第2・5中継所：佐々木舞音
  - 第3中継所：御手洗菜々（コース・注目チームの紹介VTRでのナレーションも担当）

#### 2023年（第9回大会）
- 放送センター
  - 実況：佐藤文康
  - 解説：横田真人（男子800メートル競走の元・日本記録保持者、TWOLAPS TC 代表兼コーチ）
- 第1移動車
  - 解説：野口みずき（アテネオリンピック女子マラソン金メダリスト、岩谷産業陸上競技部アドバイザー）
  - 実況：熊崎風斗（レース前の中継の進行と優勝チームへのインタビューも担当）
- 第2移動車
  - 実況：小沢光葵
- 中継所・固定点実況
  - 第1中継所：齋藤慎太郎
  - 第2中継所：佐々木舞音（選手・監督リポートも担当）
  - 第3中継所：高柳光希
  - 第4中継所：篠原梨菜（選手リポートも担当）
  - 第5中継所・5区固定点：南波雅俊

#### 2022年（第8回大会）
この年は開催当日が『SASUKE』の収録日と重なったため、熊崎・南波は実況に参加していない。
- 放送センター
  - 実況：佐藤文康
- 第1移動車
  - 解説：野口みずき（アテネオリンピック女子マラソン金メダリスト、岩谷産業陸上競技部アドバイザー）
  - 実況：伊藤隆佑
- 第2移動車
  - 実況：喜入友浩
- 中継所・固定点実況
  - 第1中継所・5区固定点：小笠原亘
  - 第2中継所：篠原梨菜[6]
  - 第3中継所：小沢光葵[6]
  - 第4中継所：佐々木舞音
  - 第5中継所：高柳光希[6]
- 進行／監督リポーター／優勝チームインタビュアー
  - 日比麻音子

#### 2021年（第7回大会）
- 放送センター
  - 解説：野口みずき（アテネオリンピック女子マラソン金メダリスト、岩谷産業陸上競技部アドバイザー）
  - 実況：佐藤文康
- 総括：増田明美（スポーツジャーナリスト）
- 第1移動車
  - 実況：熊崎風斗
- 第2移動車
  - 実況：南波雅俊
- 中継所実況
  - 第1・3・5中継所：伊藤隆佑[7]
  - 第2・4中継所：宮脇憲一（RKBアナウンサー）
- 進行／選手・監督リポーター／優勝チームインタビュアー
  - 皆川玲奈

#### 2020年（第6回大会）
- 放送センター
  - 解説：増田明美（スポーツジャーナリスト）
  - 実況：佐藤文康
- 第1移動車
  - 実況：喜入友浩
- 第2移動車
  - 実況：熊崎風斗
- 中継所実況
  - 第1・3・5中継所：南波雅俊[8]
  - 第2・4中継所：宮脇憲一（RKBアナウンサー）
- 選手・監督リポーター
  - 日比麻音子
- 優勝チームインタビュアー
  - 田村真子

#### 2019年（第5回大会）
- 放送センター
  - 解説：増田明美（スポーツジャーナリスト）
  - 実況：新タ悦男
- 第1移動車
  - 実況：宮脇憲一（RKBアナウンサー）
- 第2移動車
  - 実況：佐藤文康
- 中継所実況
  - 第1・3・5中継所：熊崎風斗
  - 第2・4中継所：喜入友浩
- 選手・監督リポーター
  - 渡部峻
- 優勝チームインタビュアー
  - 田村真子

#### 2018年（第4回大会）
- 放送センター
  - 解説：増田明美（スポーツジャーナリスト）
  - 実況：新タ悦男
- 第1移動車
  - 実況：小笠原亘
- 第2移動車
  - 実況：佐藤文康
- 中継所実況
  - 熊崎風斗
  - 宮脇憲一（RKBアナウンサー）
- 選手・監督リポーター
  - 小林由未子
- 優勝チームインタビュアー
  - 宇内梨沙

#### 2017年（第3回大会）
- 放送センター
  - 解説：増田明美（スポーツジャーナリスト）
  - 実況：新タ悦男
- 第1移動車
  - 実況：宮脇憲一（RKBアナウンサー）
- 第2移動車
  - 実況：佐藤文康
- 中継所実況
  - 熊崎風斗
  - 土井敏之
- 選手・監督リポーター
  - 小林由未子
  - 宇内梨沙
- 優勝チームインタビュアー
  - 壽老麻衣（RKBアナウンサー）

#### 2016年（第2回大会）
- 放送センター
  - 解説：増田明美（スポーツジャーナリスト）
  - 実況：新タ悦男
- 第1移動車
  - 実況：伊藤隆佑
- 第2移動車
  - 実況：櫻井浩二（RKBアナウンサー）
- 中継所実況
  - 土井敏之
  - 熊崎風斗
- 選手・監督リポーター
  - 小林由未子
  - 石井大裕
- 優勝チームインタビュアー
  - 壽老麻衣（RKBアナウンサー）

#### 2015年（第1回大会）
- 放送センター
  - 解説：増田明美（スポーツジャーナリスト）
  - 実況：新タ悦男
- 第1移動車
  - 実況：伊藤隆佑
- 第2移動車
  - 実況：櫻井浩二（RKBアナウンサー）
- 中継所実況
  - 土井敏之
  - 宮脇憲一（RKBアナウンサー）
- 選手・監督リポーター
  - 小林由未子
- 優勝チームインタビュアー
  - 福田典子（RKBアナウンサー）

## エピソード
本大会では、レース中に選手が骨折や脱水症状に見舞われる事態が過去に何度も発生。2018年の第4回大会で以下のアクシデントが相次いだことを受けて、日本実業団陸上競技連合では、レース中に選手が故障などで「走行不能」に至った場合の「競技中止」に関する規定の明文化に踏み切った。
- 2区では、飯田怜（岩谷産業）が中継所まで残り300mの地点で転倒。自力で立ち上がれない状況に陥りながらも、四つん這いで前進した末に襷を繋いだ（当該項でも詳述）[9]。
  - 岩谷産業監督（当時）の広瀬永和は大会本部に途中棄権を要請したものの、飯田自身が競技を続ける意思をコース上の審判員に示したため、審判員は大会本部を通じて広瀬の意思を再確認。広瀬は改めて棄権を要請したものの、要請が審判員に伝わった時点で飯田が中継所まで残り15mの地点まで到達していたため、審判員は飯田の制止を見送った。このような事態に至った背景には、審判長車が飯田の前を走行していて状況を即断できなかったことも指摘されている[10]。なお、飯田にはレース後に脛骨の疲労骨折が判明したため、骨折個所の手術を伴う入院に至っている[9]。
- 3区では、岡本春美（三井住友海上）が先頭を走っていた最中に脱水症状を発症。中継所まで残り1km地点から蛇行や逆走を繰り返した後に、沿道に倒れ込んだ。もっとも、審判長車が岡本のすぐ後ろを走っていたことから、チームの要請を受けた直後に途中棄権の措置が取られている[10][11]。

日本陸上競技連盟の「駅伝競走規準」第5条2項には「競技者が走行不能になった場合の続行の判断は、審判長や医師（医務員）に委ねられる」との規定が明記されている。2018年の第4回大会では、この規定があくまでもレース運営の「目安」に過ぎないことや、出場選手の健康管理と安全に関する明確な規則が存在しないことが浮き彫りになった。これに対して、日本実業団陸上競技連合では、「レース中に選手が故障などで『走行不能』に至った場合には、選手の安全を最も優先する立場から、本人が競技の続行を希望しても審判が競技を中止できる」という規定を大会後に明文化。全国大会では2018年、本大会では翌2019年（第5回）からこの規定を適用している。